# ميثيل المالونيل-مرافق الإنزيم A
ميثيل المالونيل-مرافق الإنزيم A  هو ثيوإستر يتكون من مرافق الإنزيم-A مرتبطاً إلى حمض ميثيل المالونيك.
يعد هذا المركب ذا أهمية كبيرة في الاصطناع الحيوي لمركب سكسينيل-مرافق الإنزيم A، والذي يقوم بدور مهم في دورة حمض الستريك.